# Українсько-іранські відносини
Українсько-іранські відносини — це двосторонні відносини між Україною та Іраном у галузі міжнародної політики, економіки, освіти, науки, культури тощо.
25 грудня 1991 р. Ісламська Республіка Іран офіційно визнала незалежність України. Дипломатичні відносини між Україною та Іраном були розпочалися 22 січня 1992 року підписанням Протоколу про встановлення дипломатичних відносин між Україною та Ісламською Республікою Іран. У січні 1992 року в Ірані починає діяти Посольство Ірану в Україні, а в жовтні того ж року розпочало свою діяльність Посольство України в Ірані .
25 — 26 квітня 1992 на запрошення Президента Ісламської Республіки Іран Акбар Хашемі-Рафсанджані Президент України Леонід Кравчук здійснив візит до Ірану, де лідерами двох держав було підписано основоположнийдокумент у відносин між Україною та Іраном «Декларація про принципи дружнього співробітництва між Україною та Ісламською Республікою Іран». Документ визначав, що обидві країни розвиватимуть свої відносини як дружні держави і рівні партнери, керуватимуться принципами поваги до суверенітету обох країн, непорушності кордонів, територіальної цілісності, невтручання у внутрішні справи одна одної. Іран підтримує суверенітет та територіальну цілісність України і визнає незаконність анексії Криму з боку Росії.
Між Україною та Іраном діє двостороння угода «Договір про основи взаємовідносин і принципи співробітництва між Україною та Ісламською Республікою Іран» , яка унеможливлює застосування сил проти країни-підписанта проте 8 січня 2020 року під Тегераном військовими Ірану випадково був збитий український літак Boeing 737.
У вересні 2022 року Україна позбавила посла Ірану акредитації та скоротила кількість дипломатичного персоналу посольства в Києві через постачання Іраном Росії безпілотників, які були використані під час вторгнення Росії в Україну.

## Політичні контакти
За час Українсько-іранські відносин відбулися численні офіційні візити різного рівня:
22 січня 1992 р. — візит до України Міністра закордонних справ Ірану Алі Акбара Велаяті;
25-26 квітня 1992 р. — візит до Ірану Президента України Леоніда Кравчука;
10-14 травня 1993 р. — візит до Ірану Голови Верховної Ради України Івана Плюща;
17-18 травня 1994 р. — візит до Ірану Міністра закордонних справ України Анатолія Зленка;
05-08 грудня 1994 р. — візит до України Голови Меджлісу Ісламської Ради Іран Алі Акбару Натек-Нурі;
08-09 квітня 1995 р. — візит до Ірану Міністра закордонних справ України Геннадій Удовенко;
04-05 березня 1996 р. — візит до України Міністра закордонних справ Ірану Алі Акбара Велаяті;
24-27 червня 1996 р. — візит до України Міністра закордонних справ Ірану Алі Акбара Велаяті;
20-21 грудня 1999 р. — візит до Ірану Міністра закордонних справ України Бориса Тарасюка ;
30-31 січня 2001 р. — візит до України Міністра закордонних справ Ірану Камала Харазі;
06-07 лютого 2001 р. — візит до Ірану Прем'єр-міністра України ВіктораЮщенка;
26-27 лютого 2001 р. — візит до Ірану Голови Верховної Ради України Івана Плюща;
11-12 грудня 2001 р. — візит до Ірану Міністра закордонних справ України·Анатолія Зленка;
15-16 жовтня 2002 р. — візит до України Президента Ірану Мохаммада Хатамі;
18-19 липня 2003 р. — візит до Ірану Міністра закордонних справ України Анатолія Зленка;
15-17 жовтня 2003 р. — візит до України Голови Меджлісу Ісламської Ради Ірану Мехді Кяррубі;
03-04 лютого 2004 р. — візит до України Міністра закордонних справ Ірану Камала Харазі;
Вересень 2006 р. — зустріч міністрів закордонних справ України Бориса Тарасюка та Ірану Манучехра Моттакі в рамках Генеральної Асамблеї ООН;
Вересень 2014 р. — зустріч міністрів закордонних справ України Павла Клімкіна та Ірану Мохаммада Джавада Заріфа в рамках Генеральної Асамблеї ООН;
12 лютого 2016 р. — зустріч міністрів закордонних справ України Павла Клімкіна та Ірану Мохаммада Джавада Заріфа на Мюнхенській конференції з питань безпеки;
29-30 травня 2016 р. — візит до Ірану Міністра закордонних справ України Павла Клімкіна
18 лютого 2017 р. — зустріч міністрів закордонних справ України Павла Клімкіна та Ірану Мохаммада Джавада Заріфа на Мюнхенській конференції з питань безпеки.
13-17 листопада 2017 р. — візит до України Голови Меджлісу Ісламської ради Ірану Алі Ардашир Лариджані.

## Торговельно-економічне співробітництво між Україною та Іраном
До початку відкритої агресії РФ проти України Іран був одним з основних торгово-економічних партнерів України. За підсумком 2017 року частка у загальному обсязі українського експорту склала 1,3 %, таким чином Іран посів 18 місце серед країн світу за обсягами українського експорту, а за розміром позитивного сальдо у зовнішній торгівлі України 8 місце. Зовнішньоторговельного обігу Ірану з Україною на 2017 рік сягав — 542,554 млн Основними статтями українського експорту до Ірану є сільськогосподарська продукція.
У серпні 2023 р. Україна запровадила санкції проти Ірану, які включають заборону на торгівлю терміном на 50 років.

## Діаспора

### Українці в Ірані
Станом на 2012 рік кількість офіційно зареєстрованих українців у Ірані було близько 850 осіб, з яких 65 % проживають у місті Бушер, де задіяні на роботі на атомної електростанції. Реальна цифра українців в Ірані є більшою, приблизно тисяча людей.
Як стверджує посол України в Ірані Сергій Бурдиляк, після 2014 року Росія вимагала від українців, що працюють на Бушерській АЕС, відмовлятися від українського громадянства і переходити в російське.